# Blimea
Blimea est une paroisse civile du conseil municipal de San Martín del Rey Aurelio, dans les Asturies, en Espagne.

## Personnalités liées à Blimea
- Ángeles Flórez Peón (1918-2024), connue également sous le surnom de Maricuela, infirmière, femme politique et écrivaine républicaine espagnole[1] ;
- Alfonso Zapico (1981-), dessinateur et illustrateur[2].